# 师屯北广济寺
师屯北广济寺是一处古建筑，位于山西省晋中市介休市义棠镇师屯北村，年代为元、明、清。
据庙碑记载，该寺创建于唐代，明清以来至2016年曾多次修葺。寺庙坐西朝东，正殿为元代建筑，南北配殿为明代建筑，过殿为清代建筑。其正殿是现存最早的移柱造建筑之一，其减柱移柱造、骑栿斗栱、丁华抹颏栱做法等建筑特征，体现中国古代早期建筑向晚期建筑嬗变的时代痕迹。寺内的5尊明代彩塑，造型优美，体现明代泥塑的工艺水平。正殿和配殿的殿顶分别施以彩色琉璃配饰和黑琉璃脊饰，琉璃清晰记录了烧造匠人的姓名及烧造时间，体现山西明代琉璃工艺的水平。。
1982年，师屯北广济寺公布其为介休县第一批县级重点文物保护单位。2021年8月4日，师屯北广济寺公布为第六批山西省文物保护单位。